# TPC at Sawgrass

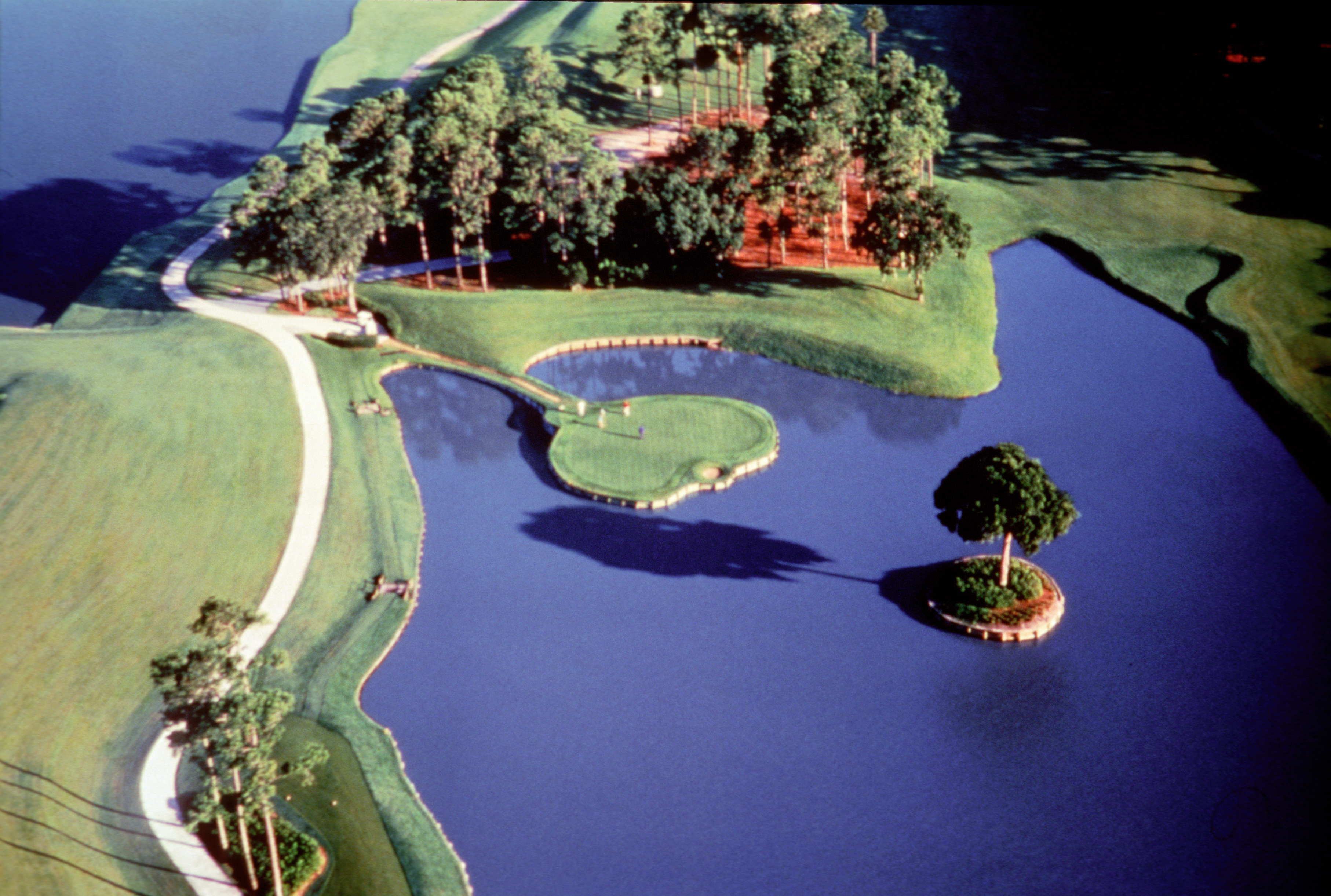
Stadium-banans 17:e hål.

TPC at Sawgrass är en känd golfklubb i Ponte Vedra Beach, Florida; det var den första Tournament Players Club-klubben. Sawgrass har två banor, Stadium Course och Valley Course, och det är också PGA-tourens högkvarter.
Stadium Course på TPC at Sawgrass är hemmabana för The Players Championship, en av PGA-tourens största tävlingar, och den ses som en av de svåraste banorna i världen. Den öppnades 1980 och var designad av Pete och Alice Dye. Stadium Course var revolutionerande för sitt stadionkoncept. Banan är mest känd för sitt signaturhål, det 17:e hålet som är ett 120 meter långt par 3-hål känt som "Island Green", ett av golfens mest kända hål.